# Bob Schieffer

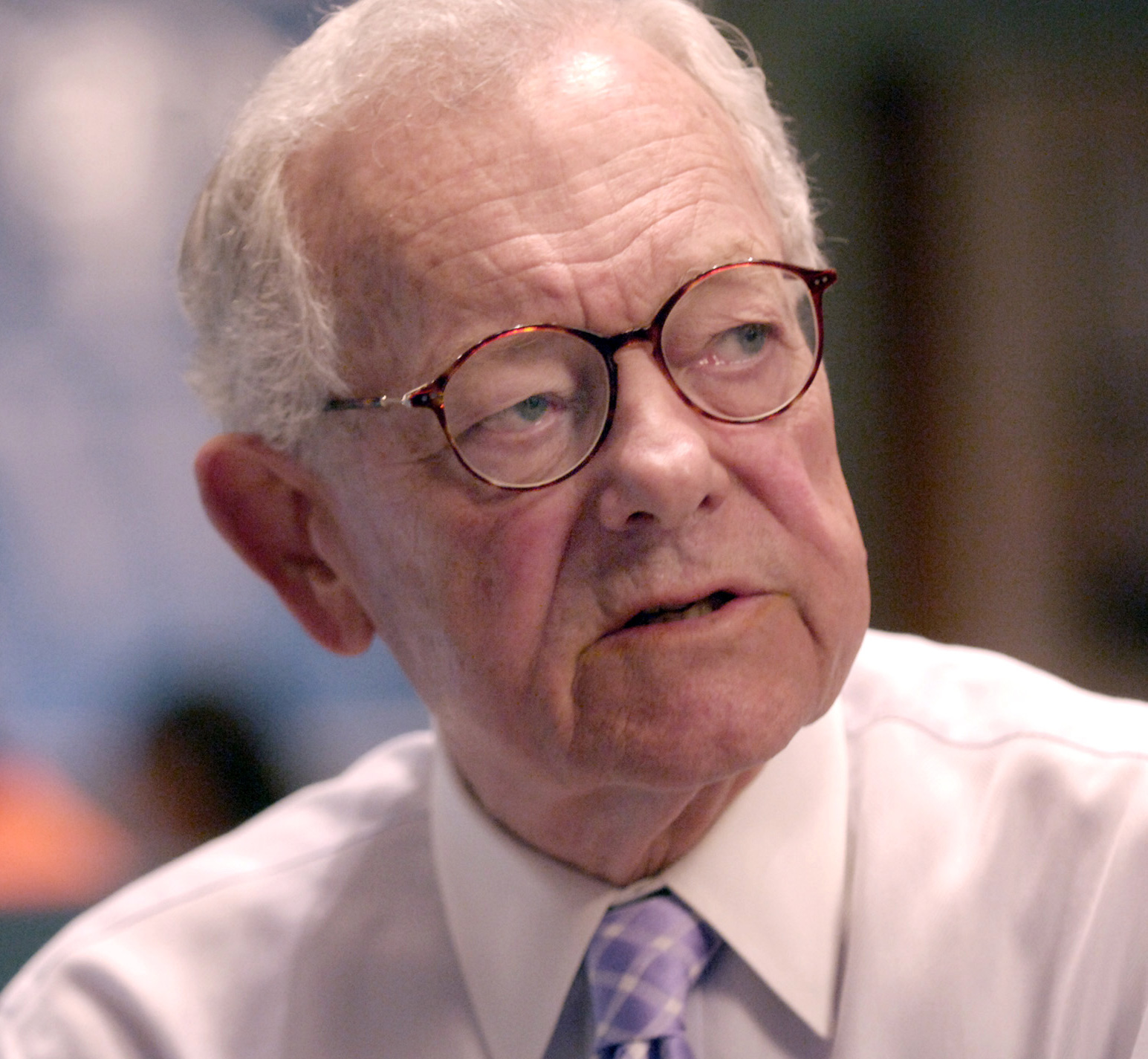
Bob Schieffer (2006)

Bob Lloyd Schieffer (geboren am 25. Februar 1937 in Austin, Texas) ist ein amerikanischer Fernsehjournalist. Seit 1969 arbeitet er für CBS. Von 1973 bis 1977 war er Anchorman der CBS Sunday Night News, anschließend bis 1996 Anchorman für die Samstagsausgabe der CBS Evening News. In den Präsidentschaftswahlkämpfen 2004, 2008 und 2012 moderierte Schieffer jeweils die letzte der Fernsehdebatten zwischen den beiden Kandidaten.

## Frühe Jahre
Bob Lloyd Schieffer wurde am 25. Februar 1937 in der texanischen Hauptstadt Austin geboren und wuchs in Fort Worth, ebenfalls in Texas, auf. Dort studierte er Journalismus an der Texas Christian University. Nach dem Abschluss 1959 diente Schieffer drei Jahre lang in der US Air Force. Anschließend arbeitete er für die Zeitung Fort Worth Star-Telegram, die dank ihm am Tag des Attentats auf John F. Kennedy vier Sonderausgaben herausbrachte. Schieffer hatte Marguerite Oswald, die Mutter des mutmaßlichen Attentäters Lee Harvey Oswald, nach Dallas gebracht und war als ihr Begleiter mit in die Polizeistation gelangt, wo ihr Sohn in Gewahrsam gehalten wurde. Erst nach mehreren Stunden wurde er von einem FBI-Agenten als Reporter enttarnt. Im Jahr 1965 berichtete Schieffer als erster Mitarbeiter einer texanischen Zeitung aus Vietnam. Wenig später wechselte er von der Zeitung zum lokalen Fernsehsender WBAP-TV (heute: KXAS-TV), wo er als Reporter und Moderator der 22-Uhr-Nachrichten tätig war. Über eine Zwischenstation beim Washingtoner Lokalsender WTTG-TV gelangte Schieffer 1969 zum landesweiten Network Columbia Broadcasting Corporation (CBS).

## Karriere bei CBS
Schieffer wirkte von 1972 bis 1977 als Moderator der CBS Sunday Evening News und anschließend bis 1996 als Moderator der CBS Saturday Evening News. Zwischen 1970 und 1974 war er der Berichterstattung des Verteidigungsministeriums der Vereinigten Staaten zugeteilt, von 1974 bis 1979 der CBS-Korrespondent für das Weiße Haus und 1982 wurde er zusätzlich zu seiner Moderatorentätigkeit Chefkorrespondent für Washington. Seit 1991 moderiert Schieffer die wöchentliche Interviewsendung Face the Nation with Bob Schieffer, die immer sonntagvormittags ausgestrahlt wird. Ähnlich wie in der Sendung Presseclub diskutieren Journalisten und Gäste dort aktuelle Fragen der Innen- und Außenpolitik. Nachdem Schieffer 1996 aus seiner Tätigkeit als Nachrichtenmoderator (News Anchor) bei CBS ausgeschieden war, wurde er nach dem umstrittenen Abschied von Dan Rather im Jahr 2005 noch einmal Chefmoderator. Eineinhalb Jahre lang führte er durch die wochentäglichen Ausgaben der CBS Evening News.
Bob Schieffer moderierte die jeweils letzte der drei Fernsehdebatten im Vorfeld der Präsidentschaftswahlen 2004 (George W. Bush und John Kerry), 2008 (Barack Obama und John McCain) und 2012 (Barack Obama und Mitt Romney).

## Privatleben
Schieffer ist der ältere Bruder von Tom Schieffer, einem Freund und früheren Geschäftspartner von Ex-Präsident George W. Bush. Tom Schieffer war von 2001 bis 2005 US-Botschafter in Australien, anschließend bis Anfang 2009 in Japan.
Bob Schieffer heiratete 1967 Patricia Penrose Bishop. Sie leben in Washington und haben zwei Töchter und drei Enkeltöchter.
Im Jahr 2003 überstand Schieffer eine Blasenkrebs-Erkrankung.

## Auszeichnungen
Im Laufe seiner Karriere hat Schieffer zahlreiche Auszeichnungen erhalten. Dazu zählen sechs Emmys, davon einer für das Lebenswerk, sowie zwei Sigma Delta Chi Awards der Society of Professional Journalists.
Der Fachbereich Journalismus der Texas Christian University wurde 2005 nach Schieffer benannt und heißt heute Bob Schieffer School of Journalism.

## Veröffentlichungen
- The Acting President. Ronald Reagan and the Supporting Players Who Helped Him Create the Illusion That Held America Spellbound (mit Gary Paul Gates). Dutton Adult, New York 1989, ISBN 978-0-525-24752-4.
- This Just In What I Couldn’t Tell You on TV. Putnam Adult, New York 2003, ISBN 978-0-399-14971-9.
- Face the Nation. My Favorite Stories from the First 50 Years of the Award-Winning News Broadcast, Simon & Schuster, New York 2004, ISBN 978-0-7432-6585-0.
- Bob Schieffer’s America, Putnam Adult, New York 2008, ISBN 978-0-399-15518-5.
- Overload. Finding the Truth in Today’s Deluge of News (mit H. Andrew Schwartz). Rowman & Littlefield, Lanham 2017, ISBN 978-1-5381-0721-8.